# Mary Mara
Mary Mara (* 21. September 1960 in Syracuse, New York; † 26. Juni 2022 bei Cape Vincent, New York) war eine US-amerikanische Schauspielerin.

## Leben und Wirken
Mara studierte an der San Francisco State University und war in dieser Zeit am Haight Ashbury Repertory Theatre tätig. Anschließend absolvierte sie die Yale School of Drama. Ihre erste Rolle spielte sie an der Seite von Danny Aiello und William Baldwin im Fernsehkrimi Mord ohne Motiv aus dem Jahr 1989.
In der Actionkomödie Auf die harte Tour (1991) spielte Mara die Rolle der Polizeiermittlerin China, einer Kollegin von Detective Lt. John Moss, den James Woods verkörperte. In der Komödie Der letzte Komödiant – Mr. Saturday Night (1992) spielte sie neben Billy Crystal und Helen Hunt, in der Komödie Love Potion No. 9 – Der Duft der Liebe (1992) neben Tate Donovan und Sandra Bullock. In den Jahren 1995 und 1996 war sie in einigen Folgen der Fernsehserie Emergency Room – Die Notaufnahme zu sehen, 1996 und 1997 trat sie in der Fernsehserie Nash Bridges auf. Im Film Em & Me (2004) übernahm sie eine der Hauptrollen. Ihr Schaffen für Film und Fernsehen umfasst mehr als 80 Produktionen. Zuletzt trat sie 2020 in dem Film Break Even in Erscheinung.
Mara trat in einigen Theaterstücken auf, darunter 1989 neben Jeff Goldblum, Mary Elizabeth Mastrantonio und Michelle Pfeiffer in Twelfth Night auf dem New York Shakespeare Festival. Sie lebte in Los Angeles und San Francisco.
Am 26. Juni 2022 wurde ihr Leichnam bei Cape Vincent geborgen. Sie soll im Sankt-Lorenz-Strom geschwommen und ertrunken sein.

## Filmografie (Auswahl)

### Filme
- 1989: Mord ohne Motiv (The Preppie Murder, Fernsehfilm)
- 1990: Blue Steel
- 1991: Auf die harte Tour (The Hard Way)
- 1991: Der Preis der Macht (True Colors)
- 1991: Zum Schweigen verdammt (Out of the Rain)
- 1992: Der letzte Komödiant – Mr. Saturday Night (Mr. Saturday Night)
- 1992: Deadly Instinct (Empire City, Fernsehfilm)
- 1992: Love Potion No. 9 – Der Duft der Liebe (Love Potion No. 9)
- 1995: Unter Anklage – Der Fall McMartin (Indictment: The McMartin Trial, Fernsehfilm)
- 1995: Alles Liebe, oder was? (Just Looking)
- 1996: In the Blink of an Eye (Fernsehfilm)
- 1996: Bound – Gefesselt (Bound)
- 1996: What Kind of Mother Are You? (Fernsehfilm)
- 1998: Zivilprozess (A Civil Action)
- 1999: Bei Geburt vertauscht (Switched at Birth, Fernsehfilm)
- 2001: Die Fremde (Stranger Inside, Fernsehfilm)
- 2001: Lloyd – Der Klassenclown (Lloyd: The Ugly Kid)
- 2001: K-PAX – Alles ist möglich (K-PAX)
- 2002: Dish: Gossip in Hollywood (Fernsehfilm)
- 2002: Saint Sinner (Fernsehfilm)
- 2004: Jumbo Girl (Kurzfilm)
- 2004: Em & Me
- 2006: The Problem with Percival (Kurzfilm)
- 2006: Pizza Time (Kurzfilm)
- 2006: Undoing
- 2006: Swedish Auto
- 2006: Spiel auf Bewährung (Gridiron Gang)
- 2007: Claire (Fernsehfilm)
- 2008: Prom Night: Eine gute Nacht zum Sterben (Prom Night)
- 2011: Woodie’s Kitchen (Fernsehfilm)
- 2014: The Mortality of Sara Lenson (Kurzfilm)
- 2015: Paradise, FL
- 2015: The Sphere and the Labyrinth
- 2020: Break Even

### Fernsehserien
- 1991: Eddie Dodd (1 Folge)
- 1993–1999: Law & Order (2 Folgen)
- 1994: Philly Heat
- 1994–1998: New York Cops – NYPD Blue (NYPD Blue, 2 Folgen)
- 1995–1996: Emergency Room – Die Notaufnahme (ER, 9 Folgen)
- 1996: Silver Girls (1 Folge)
- 1996–1997: Nash Bridges (23 Folgen)
- 1997: Spicy City (2 Folgen)
- 1997: Dellaventura (1 Folge)
- 1998: The Visitor – Die Flucht aus dem All (The Visitor, 1 Folge)
- 1999: Ally McBeal (1 Folge)
- 1999: Farscape (1 Folge)
- 1999: G vs E (1 Folge)
- 1999: Profiler (1 Folge)
- 2000: Rude Awakening – Nur für Erwachsene! (Rude Awakening, 1 Folge)
- 2001: That’s Life (1 Folge)
- 2001: Practice – Die Anwälte (The Practice, 2 Folgen)
- 2001: Gideon’s Crossing (2 Folgen)
- 2001: Für alle Fälle Amy (Judging Amy, 1 Folge)
- 2001: The Huntress (1 Folge)
- 2001: Becker (1 Folge)
- 2001: The West Wing – Im Zentrum der Macht (The West Wing, 1 Folge)
- 2001: Third Watch – Einsatz am Limit (Third Watch, 2 Folgen)
- 2002: Boston Public (1 Folge)
- 2002: Philly (1 Folge)
- 2002: Crossing Jordan – Pathologin mit Profil (Crossing Jordan, 1 Folge)
- 2003–2004: The Handler (3 Folgen)
- 2004: The Guardian – Retter mit Herz (The Guardian, 1 Folge)
- 2004: Star Trek: Enterprise (3 Folgen)
- 2004: North Shore (1 Folge)
- 2004: Without a Trace – Spurlos verschwunden (Without a Trace, 1 Folge)
- 2004: Eine himmlische Familie (7th Heaven, 1 Folge)
- 2004: Die himmlische Joan (Joan of Arcadia, 1 Folge)
- 2005: Monk (1 Folge)
- 2005: Law & Order: Special Victims Unit (1 Folge)
- 2005: Nip/Tuck – Schönheit hat ihren Preis (Nip/Tuck, 1 Folge)
- 2006: Bones – Die Knochenjägerin (Bones, 1 Folge)
- 2009: Lost (2 Folgen)
- 2009: Saving Grace (1 Folge)
- 2009: Lie to Me (1 Folge)
- 2009: Dexter (3 Folgen)
- 2013: Shameless: Nicht ganz nüchtern (Shameless, 2 Folgen)
- 2013: Ray Donovan (4 Folgen)
- 2014: Criminal Minds (Folge 9x15)
- 2014: Pet Pals (1 Folge)
- 2015: Secrets and Lies (1 Folge)
- 2017: Doubt (1 Folge)